# Manly Wade Wellman

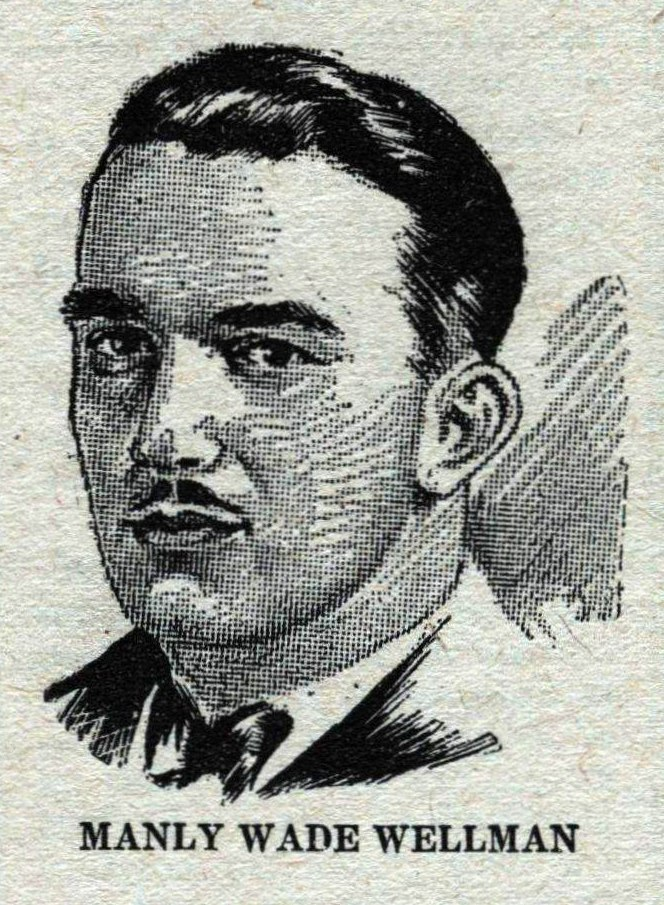
Manly Wade Wellman (1931).

Manly Wade Hampton Wellman (geboren am 21. Mai 1903 in Kamundongo, Angola; gestorben am 5. April 1986 in Chapel Hill, North Carolina) war ein amerikanischer Schriftsteller, bekannt vor allem durch seine Science-Fiction-, Fantasy- und Horrorerzählungen.

## Leben
Wellman war das jüngste Kind in einer vielseitig begabten Familie. Sein Vater Frederick Creighton Wellman war Arzt, begabter Maler und Autor. Seine Mutter war Lydia, geborene Isely. Sein ältester Bruder Paul I. Wellman war Autor von Westernromanen und sein Bruder Frederick Lovejoy Wellman war Pflanzenphysiologe, Agrarwissenschaftler und führender Spezialist für Kaffeekrankheiten. Seine Schwester Alice Wellman war Autorin mehrerer Romane und eines Buches über Hexerei und Voodoo.
Wellman wurde in Angola geboren, wo sein Vater als Mediziner arbeitete. 1909, als er sechs Jahre alt war, kam er in die Vereinigten Staaten. Er besuchte dort eine private High School in Utah, wo er im Football-Team Center spielte, und studierte anschließend in Kansas mit einem Footballspieler-Stipendium an der Wichita University, wo er 1926 mit dem Bachelor of Arts abschloss. Anschließend studierte er an der Columbia University, wo er 1927 einen Bachelor in Literaturwissenschaft erwarb.
Nach seinem Studium wurde er Reporter und schrieb bis 1930 Artikel für den Wichita Beacon und bis 1934 für den Wichita Eagle. Danach wurde er hauptberuflicher Schriftsteller. Von 1936 bis 1938 war er in New York stellvertretender Projektleiter im Writers’ Project der Works Projects Administration, einer Arbeitsbeschaffungsmaßnahme für arbeitslose Intellektuelle im Rahmen des New Deal.
Wellmans erste Kurzgeschichte Back to the Beast über einen Wissenschaftler, der mit Hilfe eines Serums die Evolution umkehrt und sich zum Tier zurückentwickelt, erschien im November 1927 in dem Pulp-Magazin Weird Tales. Viele seiner frühen Texte erschienen in eher obskuren Zeitschriften, ab Anfang der 1930er begann er dann in Hugo Gernsbacks Magazinen Science-Fiction zu publizieren. Hier erschien 1932 auch Wellmans erste Einzelveröffentlichung, ein Heft mit der Kurzgeschichte The Invading Asteroid. Es war die Zeit der Großen Depression und das Leben war schwierig für Wellman und seine Frau. 1930 hatte er die Musikstudentin Frances Obrist geheiratet. Als es Wellman 1935 gelang, Outlaws of Callisto für 150 Dollar an Astounding zu verkaufen, wo sie im April 1936 als Titelgeschichte erschien, begann die wirtschaftliche Situation der beiden sich zu bessern. 1937 wurde sein Sohn Wade Wellman geboren.
Anfang 1940 arbeitete Wellman kurzzeitig für ein Comic-Syndikat und begann bald selbst Skripte für Comics zu verfassen, darunter für die ersten Folgen der bei Fawcett Publications erscheinenden Captain Marvel-Comics. Wellman sollte dann noch eine Rolle in dem Rechtsstreit spielen, in dem DC Comics Fawcett vorwarf, die Superman-Figur für Captain Marvel plagiiert zu haben. Außerdem schrieb Wellman die Skripte für mehrere Folgen von The Spirit.
Nach dem Zweiten Weltkrieg, während dessen Wellman in der Küstenwache von New Jersey diente, hörte er auf Comics-Skripte zu verfassen und schrieb nur noch relativ wenig für die Pulp-Magazine, deren Ära sich dem Ende zuneigte. Die Wellmans zogen nach Pinebluff in North Carolina und Wellman begann, Bücher zu schreiben. Zuvor hatte er 1946 den ersten vom Ellery Queen’s Mystery Magazine ausgeschriebenen Preis für seine Kurzgeschichte A Star for a Warrior gewonnen. Der zweite Preis ging an den zu jener Zeit in den USA noch nicht gewürdigten William Faulkner, der zwar das Preisgeld gut gebrauchen konnte, aber wenig erfreut war, Zweiter nach einem Pulp-Autor zu werden. Faulkner gewann dann 1949 den Literaturnobelpreis und Wellman wurde nach Faulkners Tod 1962 die Writer-in-Residency-Position der University of Virginia angeboten, die zuvor Faulkner seit 1957 innegehabt hatte. Er lehnte ab.
Wellman schrieb fortan also hauptsächlich Bücher: 1947 erschien der Kriminalroman Find My Killer und erntete anerkennende Kritiken. 1949 erschien Giant in Gray, seine Biografie des Südstaatengenerals Wade Hampton, nach dem er benannt war. 1951 zogen die Wellmans schließlich nach Chapel Hill, wo Wellman bis zu seinem Tod wohnen sollte. Zunächst aber folgten einige erfolgreiche Jahre: 1956 gewann Wellman mit Dead and Gone, einer Geschichte berühmter Kriminalfälle in North Carolina, den Edgar Allan Poe Award, den renommiertesten Preis im Bereich der Kriminalliteratur und Rebel Boast, in dem er den Bürgerkrieg aus der Perspektive mehrerer Teilnehmer schildert, wurde 1960 für den Pulitzer-Preis nominiert.
Insgesamt hat Wellman ungefähr 500 Kurzgeschichten und etwa 80 Bücher geschrieben, darunter auch einige Sachbücher, hauptsächlich historische Werke über den Bürgerkrieg und die Regionalgeschichte von North Carolina. Von 2000 bis 2003 erschienen fünf Bände mit einer Auswahl seiner Kurzgeschichten. In deutscher Übersetzung liegen von seinen Romanen fünf vor, außerdem verstreut in Anthologien ein gutes Dutzend seiner Kurzgeschichten.
Die Kritik tat und tut sich mit der Einschätzung und Einordnung von Wellmans Werk schwer. Er hat in den Genres Science-Fiction, Fantasy, Horror und Krimi jeweils Nennenswertes geschrieben. Dass er dabei die Genregrenzen auch gern überschritt, Genres und Figuren verschiedener Welten vermischte, macht die Einordnung nicht leichter. So ist beispielsweise sein Roman Sojarr of Titan eine Geschichte von Tarzan im Weltraum, der Held der John Thunstone-Serie ist ein Detektiv im Reich des Okkulten, und in seinem bekanntesten Zyklus um John the Balladeer mischt Wellman Appalachen-Folklore, Südstaatenkolorit, Volkskunde und Elemente von Fantasy und Horror so gründlich, dass einige Leser die von ihm erfundenen dämonischen Shonokins für authentische Folklore, wenn nicht gar für wirklich hielten. In der Kurzgeschichtenserie Sherlock Holmes Versus Mars, die er zusammen mit seinem Sohn Wade schrieb, wird Sherlock Holmes mit den Marsianern aus H. G. Wells’ Krieg der Welten konfrontiert. Die Reihe gilt als Vorläufer des Steampunk.
Man bescheinigt ihm, durchwegs handwerklich solide zu schreiben und oft qualitativ deutlich über dem Durchschnitt zu liegen, überbordende Originalität oder das Pathos des Grenzüberschreiters mag man aber nicht erkennen.
Einig ist man sich darin, die Geschichten um John the Balladeer für Wellmans beste Arbeiten zu halten. John ist ein Folksänger, dessen Gitarre mit Silbersaiten bespannt ist und der durch die Berge der Appalachen wandert und dabei immer wieder gefährliche Begegnungen mit übernatürlichen Wesen hat. Die Reihe begann schon 1951 mit O Ugly Bird! und ab 1979 hat Wellman die Stoffe dann noch in fünf Romanen verarbeitet, der bei Arkham House erschienene Sammelband Who Fears the Devil? (1963) gilt aber als maßgeblich. 1972 diente dieser als Vorlage für den Film The Legend of Hillbilly John, der allerdings nicht Wellmans Zustimmung fand.
Von 1962 bis 1970 war Wellman Dozent für Kreatives Schreiben am Elon College in Elon, North Carolina, und gab von 1963 bis 1973 Abendkurse an der University of North Carolina at Chapel Hill. Nach dem Ende seiner Lehrtätigkeit konnte er sich wieder verstärkt dem Schreiben widmen. In diesen Jahren schrieb er die Romane zu seinen Figuren John the Balladeer und John Thunstone.
1985 war Wellman infolge einer Sturzverletzung operiert worden und zog sich während der Rekonvaleszenz Wundliegegeschwüre an den Fersen zu, die daraus entstandene Wundinfektion war nicht mehr in den Griff zu bekommen, führte zu mehreren Amputationen und 1986 ist Wellman im Alter von 82 Jahren an den Folgen gestorben. Seine Frau Frances starb 2000.

## Auszeichnungen
- 1946: Ellery Queen Award für seine Erzählung A Star for a Warrior
- 1956: Edgar Allan Poe Award für Dead and Gone in der Kategorie Best Fact Crime[4]
- 1973: American Association of Local Historians Award of Merit[5]
- 1975: World Fantasy Award für die Sammlung Worse Things Waiting
- 1976: Phoenix Award für das Lebenswerk
- 1980: World Fantasy Award für das Lebenswerk
- 1983: First Fandom Hall of Fame Award
- 1985: British Fantasy Award (Spezialpreis)

Seit 2014 wird jährlich zur Ehrung von Wellmans Andenken der Manly Wade Wellman Award for Science Fiction and Fantasy an einen SF- oder Fantasy-Autor aus North Carolina verliehen.

## Bibliografie

### Serien
Die Serien sind nach dem Erscheinungsjahr des ersten Teils geordnet.
Jack Stillwell (Kurzgeschichten)
- When Planets Clashed (1931)
- The Disc-Men of Jupiter (1931)

Judge Keith Hilary Pursuivant (Kurzgeschichten, als Gans T. Field)
- The Hairy Ones Shall Dance (1938)
- The Black Drama (1938, auch als Romance in Black, 1946)
- The Dreadful Rabbits (1940)
- The Half-Haunted (1941)
  - Deutsch: Ein halbes Spukhaus. Übersetzt von Joachim A. Frank. In: Klaus Seehafer (Hrsg.): Das GeisterHausBuch: Band 1. Ravensburger Taschenbuch #1652, 1987, ISBN 3-473-51652-X. Auch als: Die Geistermühle. In: Kurt Singer (Hrsg.): Eiskalt ist die Totenhand. Pabel (Vampir Taschenbuch #16), 1974.

Hok the Mighty (Kurzgeschichten)
- Battle in the Dawn (1939)
- Hok Goes to Atlantis (1939)
- The Day of the Conquerors (1940)
- Hok Draws the Bow (1940)
- Hok and the Gift of Heaven (1941)
- Hok Visits the Land of Legends (1942)
  - Deutsch: Hok besucht das Land der Legenden. In: Joachim Körber (Hrsg.): Das große Lesebuch der klassischen Fantasy. Goldmann Fantasy #24818, 1998.
- The Love of Oloana (1986)
- Untitled Hok Fragment (1989)
- Battle in the Dawn: The Complete Hok the Mighty (2010, Sammlung)

Sgt. Jaeger (Kurzgeschichten)
- Fearful Rock (1939)
- Coven (1942)

John Thunstone
Kurzgeschichten:
- The Third Cry to Legba (1943)
- The Golden Goblins (1944)
- Hoofs (1944)
- The Letters of Cold Fire (1944)
- John Thunstone’s Inheritance (1944)
- Sorcery from Thule (1944)
- The Dead Man’s Hand (1944)
- Thorne on the Threshold (1945)
- The Shonokins (1945)
- Blood from a Stone (1945)
- The Dai Sword (1945)
- Twice Cursed (1946)
- Shonokin Town (1946)
- The Leonardo Rondache (1948)
- The Last Grave of Lill Warren (1951)
  - Deutsch: Das letzte Grab von Lill Warran. In: Charles G. Waugh, Martin Greenberg (1941–2011) (Hrsg.): Vampire. Bastei Lübbe Allgemeine Reihe #13134, 1988, ISBN 3-404-13134-7.
- Rouse Him Not (1982)

Sammlung:
- The Complete John Thunstone (2012)

Romane:
- 1 What Dreams May Come (1983)
- 2 The School of Darkness (1985)

John the Balladeer / Silver John
Kurzgeschichten:
- O Ugly Bird! (1951)
- The Desrick on Yandro (1952)
- Vandy, Vandy (1953)
- One Other (1953)
- Dumb Supper (1954, auch als Call Me from the Valley)
- The Little Black Train (1954)
  - Deutsch: Der kleine schwarze Zug. In: Edward L. Ferman, Anne Jordan (Hrsg.): Die besten Horror-Stories. Droemer Knaur (Knaur Horror #1835), 1989, ISBN 3-426-01835-7.
- Shiver in the Pines (1955)
- Walk Like a Mountain (1955)
- Old Devlins Was A-Waiting (1956)
- On the Hills and Everywhere (1956)
- Nine Yards of Other Cloth (1958)
  - Deutsch: Neun Ellen feinstes Tuch. In: Terry Carr, Martin Harry Greenberg (Hrsg.): Traumreich der Magie: Höhepunkte der modernen Fantasy. Heyne Science Fiction & Fantasy #4254, 1985, ISBN 3-453-31262-7.
- Wonder as I Wander: Some Footprints on John’s Trail Through Magic Mountains (1962)
- The Spring (1979)
- Trill Coster’s Burden (1979)
- Owls Hoot in the Daytime (1980)
- Can These Bones Live? (1981)
- Nobody Ever Goes There (1981)
- Where Did She Wander? (1987)

Farther Down the Trail
- John’s My Name (1963)
- Nary Spell (1963)
- None Wiser for the Trip (1963)
- Why They’re Named That (1963)

Wonder as I Wander: Some Footprints on John’s Trail Through Magic Mountains
- Blue Monkey (1962)
- Find the Place Yourself (1962)
- I Can’t Claim That (1962)
- The Stars Down There (1962)
- Then I Wasn’t Alone (1962)
- Who Else Could I Count On (1962)
  - Deutsch: Sagte ich zu mir, wie gesagt. In: Isaac Asimov, Martin Harry Greenberg, Joseph D. Olander (Hrsg.): Feuerwerk der SF. Goldmann (Edition ’84: Die positiven Utopien #8), 1984, ISBN 3-442-08408-3.
- You Know the Tale of Hoph (1962)

Sammlungen:
- Who Fears the Devil? (1963)
- John the Balladeer (1988)

Romane:
- 1 The Old Gods Waken (1979)
- 2 After Dark (1980)
- 3 The Lost and the Lurking (1981)
- 4 The Hanging Stones (1982)
- 5 The Voice of the Mountain (1984)

- Iron Scouts
- 1 The Ghost Battalion: A Story of the Iron Scouts (1958)
- 2 Ride, Rebels!: Adventures of the Iron Scouts (1959)
- 3 Appomattox Road: Final adventures of the Iron Scouts (1960)

Sherlock Holmes Versus Mars (Kurzgeschichten, mit Wade Wellman)
- The Adventure of the Martian Client (1969)
- Venus, Mars, and Baker Street (1972)
- Sherlock Holmes Versus Mars (1975)
  - Deutsch: Sherlock Holmes kontra Mars. In: Manfred Kluge (Hrsg.): Das Geschenk des Fakirs. Heyne Science Fiction & Fantasy #3486, 1976, ISBN 3-453-30356-3.
- Appendix: A Letter from Dr. Watson (1975)
- George E. Challenger Versus Mars (1975)
- Sherlock Holmes’s War of the Worlds (1975, auch als The War of the Worlds, 2009, Sammlung)
- The Adventure of the Crystal Egg (1975)

Lee Cobbett (Kurzgeschichten)
- A Witch for All Seasons (1973)
- The Beasts That Perish (1975)
- The Dakwa (1977)
- Willow He Walk (1983)

Southern Appalachia (Kurzgeschichten)
- Dead Man’s Chair (1973)
- Goodman’s Place (1974)
- The Ghastly Priest Doth Reign (1975)
- Where the Woodbine Twineth (1976)
- Caretaker (1977)
- Hundred Years Gone (1978)

Kardios (Kurzgeschichten)
- Straggler from Atlantis (1977)
  - Deutsch: Der Nachzügler von Atlantis. In: Andrew J. Offutt (Hrsg.): Atlantis ist überall. Goldmann Fantasy #23802, 1981, ISBN 3-442-23802-1.
- The Dweller in the Temple (1977)
- The Guest of Dzinganji (1978)
- The Edge of the World (1979)
- The Seeker in the Fortress (1979)

### Romane
Sind zwei Erscheinungsjahre angegeben, so ist das erste das des Erstdrucks und das zweite das der Erstausgabe (als Buch).
- Nuisance Value (1938, auch als The Dark Destroyers, 1959)
  - Deutsch: Die Kaltzeller. Moewig (Terra #130), 1960. Auch als: Invasion von der Eiswelt. Ullstein 2000 #27 (2898), 1972, ISBN 3-548-02898-5.
- Giants from Eternity (1939, 1959)
- Twice in Time (1940)
- Sojarr of Titan (1941, 1949)
- Strangers on the Heights (1944, 2004)
- The Solar Invasion (Captain Future #20, 1946, 1968)
  - Deutsch: Der geraubte Mond. Pabel (Utopia Zukunftsroman #307), 1962.
- A Double Life (1947)
- Find My Killer (1947)
- The Sleuth Patrol (1947)
- The Mystery of Lost Valley (1948)
  - Deutsch: Das Geheimnis des einsamen Tales Union Deutsche Verlagsgesellschaft. Union, Stuttgart 1950.
- The Beasts from Beyond (1950)
- The Raiders of Beaver Lake (1950)
- The Haunts of Drowning Creek (1951)
- Wild Dogs of Drowning Creek (1952)
- The Last Mammoth (1953)
- Gray Riders: Jeb Stuart and His Men (1954)
- Rebel Mail Runner (1954)
- Flag on the Levee (1955)
- Fort Sun Dance (1955)
- To Unknown Lands (1956)
- Young Squire Morgan (1956)
- Lights Over Skeleton Ridge (1957)
- Candle of the Wicked (1960)
- Third String Center (1960)
- Island in the Sky (1961)
  - Deutsch: Die fliegende Insel. Übersetzt von Arnold G. Ludwig. Pabel (Utopia Zukunftsroman #88), 1957. Auch als: Insel der Tyrannen. Übersetzt von Heinz Zwack. Ullstein 2000 #19 (2876), 1972, ISBN 3-548-02876-4.
- Battle for King’s Mountain (1962)
- Clash on the Catawba (1962)
- Not At These Hands (1962)
- Rifles at Ramsour’s Mill: A Tale of the Revolutionary War (1962)
- Settlement on Shocco: Adventures in Colonial Carolina (1963)
- The River Pirates (1963)
- The South Fork Rangers (1963)
- The Master of Scare Hollow (1964)
- Mystery at Bear Paw Gap (1965)
- The Great Riverboat Race: A Tale of the Natchez and the Robert E. Lee (1965)
- Battle at Bear Paw Gap (1966)
- The Specter of Bear Paw Gap (1966)
- Jamestown Adventure (1967)
- Brave Horse: The Story of Janus (1968)
- Carolina Pirate (1968)
- Frontier Reporter (1969)
- Mountain Feud (1969)
- Napoleon of the West: A Story of the Aaron Burr Conspiracy (1970)
- Fast Break Five (1971)
- The Beyonders (1977)
  - Deutsch: Der Schattensee. Übersetzt von Eva Schwarz. Bastei Lübbe Horror-Bibliothek #70022, 1980, ISBN 3-404-70022-8.
- Cahena (1986)

### Sammlungen
- Worse Things Waiting (1973)
- Lonely Vigils (1981)
- The Valley So Low (1987)
- Twice in Time (1988)
- Who Fears the Devil?: The Complete Silver John (2010)
- A Wellman Duo … Devil’s Asteroid & The Golgotha Dancers (2011)
- West Point 3000 A.D. and The Invading Asteroid (2012)

The Selected Stories of Manly Wade Wellman
- 1 The Third Cry to Legba and Other Invocations (2000)
- 2 The Devil is Not Mocked and Other Warnings (2001)
- 3 Fearful Rock and Other Precarious Locales (2001)
- 4 Sin’s Doorway and Other Ominous Entrances (2003)
- 5 Owls Hoot in the Daytime and Other Omens (2003)

### Kurzgeschichten
- Back to the Beast (1927)
- When the Lion Roared (1927)
- Faithful Footsteps (1931)
- The Invading Asteroid (1932)
- Rebels of the Moon (1932, mit Max Jergovic)
- At the Bend of the Trail (1934)
- Outlaws on Callisto (1936)
- Space Station No. 1 (1936)
- The Kelpie (1936)
- The Theater Upstairs (1936)
- The Horror Undying (1936, auch als The Undead Soldier)
  - Deutsch: Der todlose Schrecken. In: Michel Parry (Hrsg.): Draculas Rivalen. Pabel (Vampir Taschenbuch #70), 1979.
- Rule of the Bee (1937)
- School for the Unspeakable (1937)
- The Golgotha Dancers (1937)
- The Werewolf Snarls (1937, auch als Among Those Present)
- The Terrible Parchment (1937)
  - Deutsch: Das Pergament des Entsetzens. In: Frank Festa (Hrsg.): H. P. Lovecrafts Necronomicon. Festa, 2018, ISBN 978-3-86552-324-2.
- Dead Dog (1938)
- Glimpse (1938)
- Men Against the Stars (1938)
- The Robot and the Lady (1938)
- Treasure Asteroid (1938)
- Up Under the Roof (1938)
- Wings of the Storm (1938)
- Pithecanthropus Rejectus (1938)
  - Deutsch: Pithecanthropus Rejectus. In: Michel Parry (Hrsg.): Frankensteins Rivalen. Pabel (Vampir Taschenbuch #66), 1978.
- Dream-Dust from Mars (1938)
  - Deutsch: Traumstaub. In: Kurt Singer (Hrsg.): 13 Horror-Stories. Heyne (Heyne-Anthologien #36), 1972.
- The Cavern (1938, mit Gertrude Gordon)
- Brothers of Fate (1939)
- Changeling (1939)
- Forces Must Balance! (1939)
- For Fear of Little Men (1939)
- For Love of a Witch (1939)
- Half Bull (1939)
- Insight (1939)
- Murder Among Magicians (1939)
- Nuisance Value (1939)
- The Einstein Slugger (1939)
- The Valley Was Still (1939)
- War Cry of Death (1939, als Dan Fowler)
- Vigil (1939, als Hampton Wells)
- The Witch’s Cat (1939, auch als Gans T. Field)
- These Doth The Lord Hate (1939, auch als Gans T. Field)
- “Where Angels Fear …” (1939)
  - Deutsch: Wo’s Engeln graust. In: Edward Reavis (Hrsg.): Frankenstein wie er mordet und lacht. Bärmeier & Nikel, 1968.
- Bratton’s Idea (1940)
- His Name on a Bullet (1940)
- Rocket of Metal Men (1940)
- The Life Machines (1940)
- The Planet of Change (1940)
- There Was No Paradise (1940)
- The Song of the Slaves (1940)
- The Worlds of Tomorrow (1940)
- To Save Abe Lincoln (1940)
- West Point 3000 A.D. (1940)
- Elephant Earth (1940, als Gabriel Barclay)
- Hollow of the Moon (1940, als Gabriel Barclay)
- When It Was Moonlight (1940)
  - Deutsch: Als der Mond schien. Übersetzt von Jürgen Abel. In: Peter Haining (Hrsg.): Stunde der Vampire. Fischer Taschenbuch (Fischer Taschenbücher #1527), 1974, ISBN 3-436-02002-8. Auch als: Als der Mond schien. Übersetzt von Anne Gebhardt. In: Charles G. Waugh, Martin Greenberg (1941–2011) (Hrsg.): Vampire. Bastei Lübbe Allgemeine Reihe #13134, 1988.
- 30th Century Duel (1941)
- Blue Thunder on the Left (1941)
- Honest Injun (1941)
- Island in the Sky (1941)
- It All Came True in the Woods (1941)
- Lost Rocket (1941)
- Space Chore (1941)
- Strategic Bridgehead (1941)
- The Devil’s Asteroid (1941)
- The Liers in Wait (1941)
- But Our Hero Was Not Dead (1941)
- Asteroid Castaways (1942)
- Devil’s Planet (1942)
- It Happened in Space (1942)
- Suicide Rocket (1942)
- The Cursed Damozel (1942)
- The Hole in the Sky (1942)
- Venus Enslaved (1942)
- Storm Over Carib Cay (1942, als Dan Fowler)
- Frontier Planet (1943)
- Legion of the Dark (1943)
- That’s Just Like a Martian (1943)
- The Devil Is Not Mocked (1943)
- Cannon in Front of Them (1944)
- Death Has Green Eyes (1944)
- Gambler’s Asteroid (1944)
- The Sky Will Be Ours (1944)
- Warrior of Two Worlds (1944)
- The House by the Side of the Road (1945)
- Frogfather (1946)
- Sin’s Doorway (1946)
- Undermost (1946)
- A Star for a Warrior (1946, als David Return)
- Find My Killer (1947)
- The Timeless Tomorrow (1947)
- The Tongue Cannot Tell (1947)
- A Knife Between Brothers (1947, als David Return)
- Dhoh (1948)
- … Backward, O Time (1949)
- Come Into My Parlor (1949)
- Dixie Water (1950)
- Home to Mother (1950)
- In That Same Moment (1950)
- The Avenger of Blood (1950)
- The Pineys (1950)
- Ismail, the Outworlder (1951)
- Larroes Catch Meddlers (1951)
- Silver-Strung Guitar (1952, als Silver John)
- Parthenope (1953)
- Young-Man-With-Skull-at-His-Ear (1953, als Levi Crow)
- The Gates (1954)
- Warrior in Darkness (1954, auch als Levi Crow)
- All Were Monsters (1955)
- Fiddler on Titan (1957)
- The Last Grave of Lill Warran (1957)
- The Mayor Calls His Family (1957)
- Half Around Pluto (1958)
- Hear the Evidence (1958, als Hud Mottram)
- Pistols for Nobody (1960, als Hud Mottram)
- The Hairy Thunderer (1960, als Levi Crow)
- The Richard Cory Murder Case (1963)
- The Petey Car (1976)
- Chorazin (1978)
- Ever the Faith Endures (1978)
- Keep Me Away (1978)
- Whom He May Devour (1978)
- Chastel (1979)
- Toad’s Foot (1979)
- What of the Night (1980)
- Yare (1980)
- Arimetta (1981)
- Let’s Haunt a House (1982)
- The Lost And The Lurking: Excerpt (1982)
- Along About Sundown (1983)
- Spirit Fangs (1986)
- The Slaughter of the Gods (1986)
- Murder in Silhouette (1986, als Wade Wells)
- Lamia (1987)
- Rock, Rock (1987)
- The Beautiful and Damp (1987)
- Murder Music (1988)
- Murder in Silhouette (1989)
- El castillo del diablo [Spanish] (1990)
- Finger of Halugra (1995)

### Theaterstück
- Many Are the Hearts (1961)

### Sachliteratur
- Giant in Gray: A Biography of Wade Hampton of South Carolina (1949)
- Dead and Gone: Classic Crimes of North Carolina (1954)
- Rebel Boast: First at Bethel, Last at Appomattox (1956)
- Fastest on the River: The Great Race Between the “Natchez” and the “Robert E Lee” (1957)
- The Life and Times of Sir Archie (1958, mit Elizabeth Amis Blanchard)
- The County of Warren, North Carolina, 1586-1917 (1959)
- The Rebel Songster (1959, mit Frances Wellman)
- They Took Their Stand: The Founders of the Confederacy (1959)
- Harpers Ferry: Prize of War (1960)
- The County of Gaston (1961, mit Robert F. Cope)
- The County of Moore, 1847-1947: A North Carolina Region’s Second Hundred Years (1962)
- Winston-Salem in History: The Founders (1966)
- The Kingdom of Madison: A Southern Mountain Fastness and Its People (1973)
- The Story of Moore County: Two Centuries of a North Carolina Region (1974)
- A City’s Culture: Painting, Music, Literature (1976)
- Winston-Salem in History: Industry and Commerce, 1766-1896 (1976)